# Francesco Condulmer

Wapenschild van kardinaal Condulmer; titulair aartsbisschop, patriarch en abt

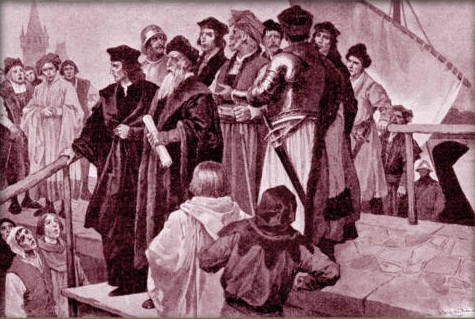
De concilievaders in Bazel (1431-1449) slaagden er niet het pausdom van Eugenius IV met zijn neef Condulmer te overtroeven

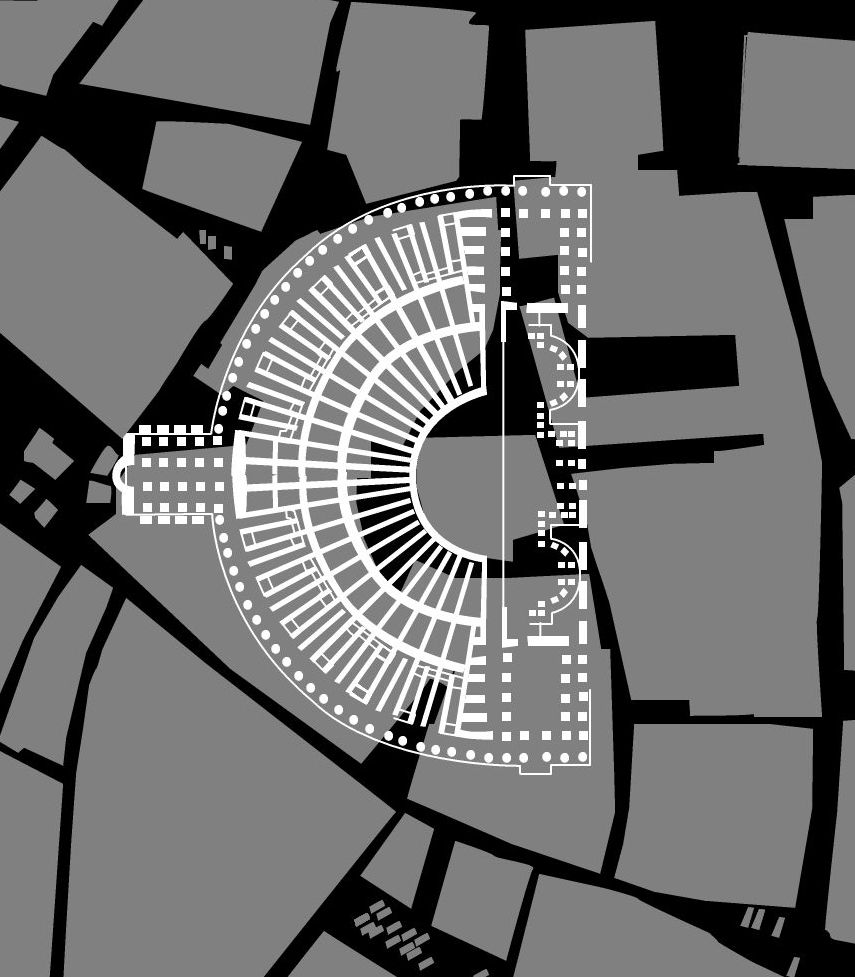
Voormalig Theater van Pompeius in het grondplan van Rome

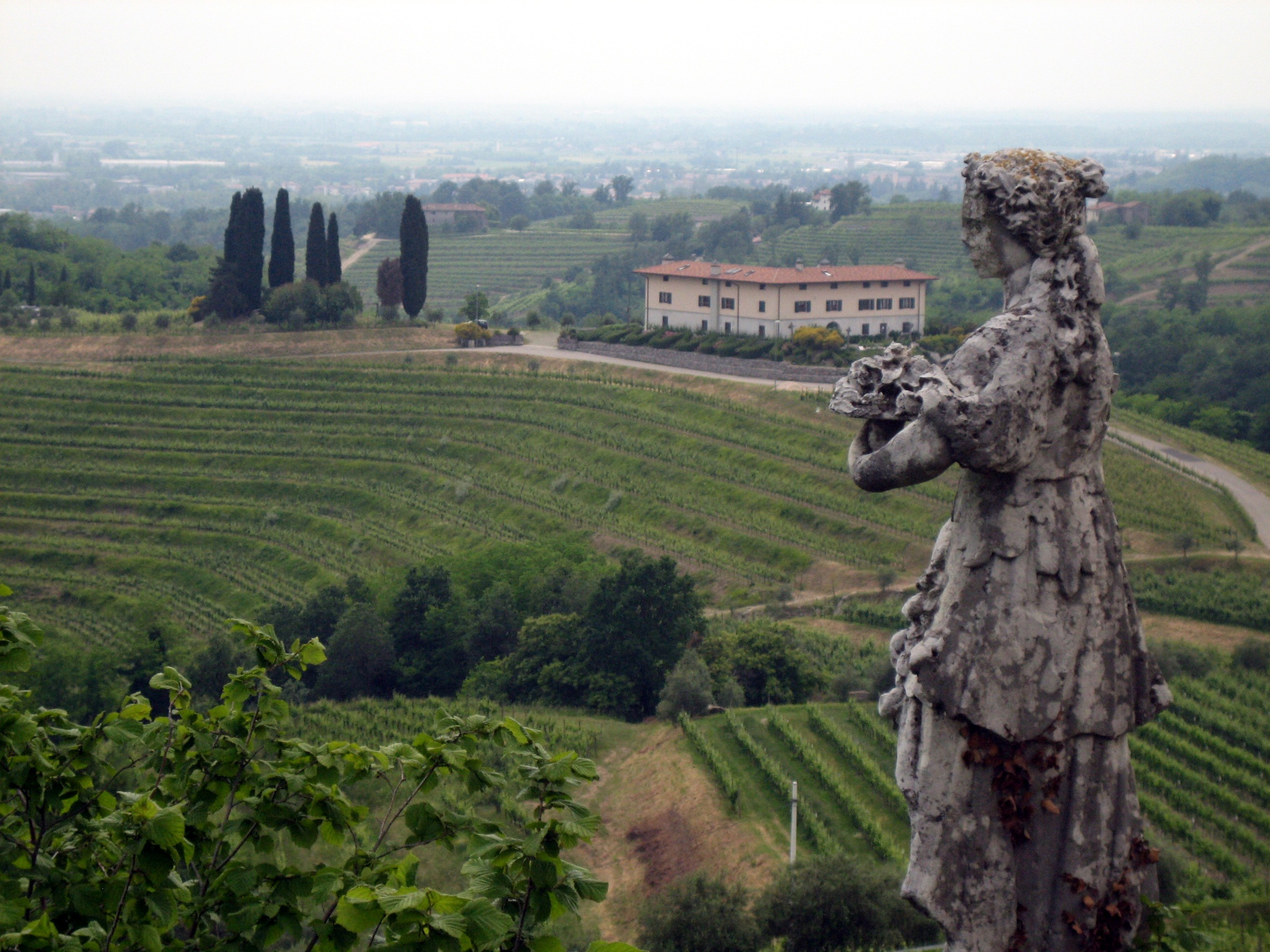
Titulair abt van Rosazzo in Friuli

Francesco Condulmer (Venetië, circa 1390 – Rome, 30 oktober 1453) was een Italiaans kardinaal-bisschop die in trouwe dienst was van zijn oom paus Eugenius IV. Condulmer werkte op de kanselarij van de Pauselijke Staat: hij was camerlengo (1432-1439) en vice-kanselier van de staatskanselarij tot zijn overlijden (1437-1453). Condulmer was in titel Latijns patriarch van Constantinopel (1438-1453) en leidde de vloot van Westerse christenen in 1443-1444 tegen het Ottomaanse Rijk; dit was de laatste kruisvaart der pausen voor de val van Constantinopel in 1453.
Hij was een humanistisch geleerde en geïnteresseerd in de archeologie van Rome.

## Politiek beleid
Condulmer was als kardinaal-nepoot de spreekbuis van zijn oom Eugenius IV. 
Het pausdom likte nog de wonden na de afgang tijdens het Groot Schisma. Het Concilie van Bazel (1431-1449) deed er alles aan om het pausdom te onderwerpen aan wat zij qua hervormingen op tafel legden voor de Roomse Kerk. Eugenius IV vond zijn pauselijke decreten superieur aan de conciliaire decreten.
Condulmer behoorde tot een groep van invloedrijke en gefortuneerde Venetiaanse kardinalen. Zij wensten het pausdom herop te bouwen als het culturele centrum van Italië waar intellectuelen en kunstenaars huisden. De Venetianen wierpen zich daarom op de Romeinse archeologie en literatuur. In die zin creëerden zij een klerikale vorm van renaissancehumanisme. Als zeemacht zagen de Venetianen met bezorgdheid de oprukkende Ottomanen die Byzantium bedreigden; met Byzantium had Venetië een historische en commerciële binding. Paus Eugenius IV en Condulmer zagen dan ook heil in een unie tussen de Roomse Kerk en de Orthodoxe Kerk van Byzantium. De Venetiaanse zeemacht was het bindmiddel.

## Levensloop
Simone Condulmer, Francesco’s vader, liet zijn 6-jarige jongen verhuizen van Venetië naar Verona, een andere stad in de republiek Venetië. In Verona nam zijn oom Gabriele Condulmer, de latere paus Eugenius IV, de opvoeding van zijn neefje in handen. De jongen leerde er rechtspraak en geschiedenis, twee disciplines waarvan zijn oom vond dat deze essentieel waren voor zijn toekomstige taken. De tiener Condulmer studeerde ook bij kanunniken in Padua en aan het pauselijke hof in Rome.
In maart 1431 werd zijn oom verkozen tot paus Eugenius IV en rees de ster van Condulmer. Zes maanden later was Condulmer kardinaal-priester van San Clemente; hij was kardinaal-nepoot of rechterhand van de paus. Hij werkte voortaan op de kanselarij van de Pauselijke Staat. Zijn oom benoemde hem prompt tot zijn camerlengo (1432).
In 1434 brak een opstand uit tegen paus Eugenius IV. De volksopstand werd gestimuleerd door concilievaders in Bazel die de paus wilden tegenwerken. Eugenius IV ontsnapte nog doch Condulmer werd opgegepakt door de opstandelingen. Hij bracht een jaar in een kerker door (1434-1435). Zijn villa werd leeggeroofd. Na zijn vrijlating zette hij de politieke lijn van zijn oom onverminderd voort.
Condulmer was pauselijk gezant aan het hof van Napels, het hertogdom Milaan en de republiek Venetië. Hij volgde zijn oom in diverse residentieplaatsen in de Pauselijke Staat want het was nog te gevaarlijk om terug te keren naar Rome. Paus Eugenius IV achtte zijn ambt boven dat van het Concilie van Bazel en richtte zijn eigen concilie in: het Concilie van Ferrara (1438), wegens de pest een jaar later verhuisd naar Firenze (1439). Condulmer, die ondertussen bevorderd was tot titulair Latijns patriarch van Constantinopel, pleitte voor de eenmaking van de Roomse Kerk met de Orthodoxe Kerk van Constantinopel. De unie kreeg hij formeel voor elkaar. In hetzelfde jaar bereikte Condulmer het hoogtepunt van zijn Romeinse carrière: de bevordering tot vice-kanselier van de Pauselijke Staat. 
Van 1438 tot 1446 verbleef de vice-kanselier een paar keer in Constantinopel, met tussenin een ambt van legaat-bestuurder van de stad Ancona in de Pauselijke Staat (1443). In Constantinopel was hij legaat bij de keizer van Byzantium, Johannes VIII Palaiologos. Hij kreeg de titel van vice-kanselier in Turkije “tegen de Trojanen” en legaat “tegen de andere vijanden van Christus”. Zijn bijnaam was “kardinaal van Venetië”. Het doel van zijn missie was een kruistocht te organiseren van West-Europese landen tegen de oprukkende Ottomanen; Johannes VIII had hen nodig om het Byzantijnse Rijk te verdedigen. Het werd de laatste kruistocht voor het beleg en de val van Constantinopel in 1453. Van de republiek Venetië kreeg Condulmer steun. Een vloot met officieren en bemanning werd hem bezorgd. Ook een legereenheid van Filips de Goede, hertog van Bourgondië, kwam mee doch de hertog ging niet zelf op kruistocht. Władysław III, koning van Polen en Hongarije, leidde zelf een troepenmacht richting Bulgarije. Condulmer bepleite de kruistocht als een bescherming van de Romeinse beschaving en was hierin duidelijk de spreekbuis van zijn oom. Condulmer was formeel het hoofd van de vloot der kruisvaarders. De nederlaag van Westerse grondtroepen in de Slag bij Varna (1444) betekende ook een politieke nederlaag voor Condulmer. De Ottomanen waren sterker dan ooit. Niettemin bezorgde zijn oom een bevordering: Condulmer wisselde de titelkerk San Clemente om voor deze van het bisdom Porto e Santa Rufina in Rome (1445). In 1446 gaf Condulmer Constantinopel op. Hij sprak nooit meer over een kruistocht.
Paus Eugenius IV stierf in 1447. Zijn kardinaal-nepoot Condulmer hield zich verder enkel bezig met bestuurszaken in de stad Rome. Ook de archeologie van het Oude Rome interesseerde hem. Hij had een nieuwe villa laten bouwen in de ruïne van het theater van Pompeius. Daar stierf hij (1453). Hij werd begraven in de Oude Sint-Pietersbasiliek op de Vaticaanse heuvel.

## Bisdommen en abdijen
In de marge van zijn ambten in Rome beheerde kardinaal Condulmer bisdommen en abdijen. Hij verbleef er nooit. Per correspondentie vanuit het pauselijk hof bestuurde hij deze. 
Hij was administrator van het bisdom Narbonne (1433-1436) en het aartsbisdom Amiens (1436-1437). Hij was aartsbisschop van Besançon (1437-1438). In 1438 verkoos het kapittel van de kathedraal van Verona hem tot bisschop van Verona (1438). Ten persoonlijken titel was hij aartsbisschop van Verona. In Verona hervormde hij de lagere geestelijkheid. Alhoewel het kapittel Condulmer steunde, waren de stadsmagistraten tegen hem, beducht voor de invloed van Rome in hun stad. Met steun van zijn oom verminderde hij het aantal lagere geestelijken in Verona van 800 tot 190. Tevens richtte hij een school op voor hen. Deze school verhielp het analfabetisme bij de lagere geestelijken. Muziekleraars brachten hen muziekkennis bij om de getijden in de kathedraal correct te zingen. Condulmer wilde hen hiermee een humanistisch-klassieke opleiding meegeven. Twee jaar duurde het voor het protest van de stad Verona verstomde (1440-1442).
De abdijen waarvan hij prebenden genoot, waren gelegen zowel in de republiek Venetië als in de Pauselijke Staat. De bekendste was de benedictijnerabdij Rosazzo in Manzano (Udine). Vanaf 1430 was hij er titulair abt.